# Leopardblomma

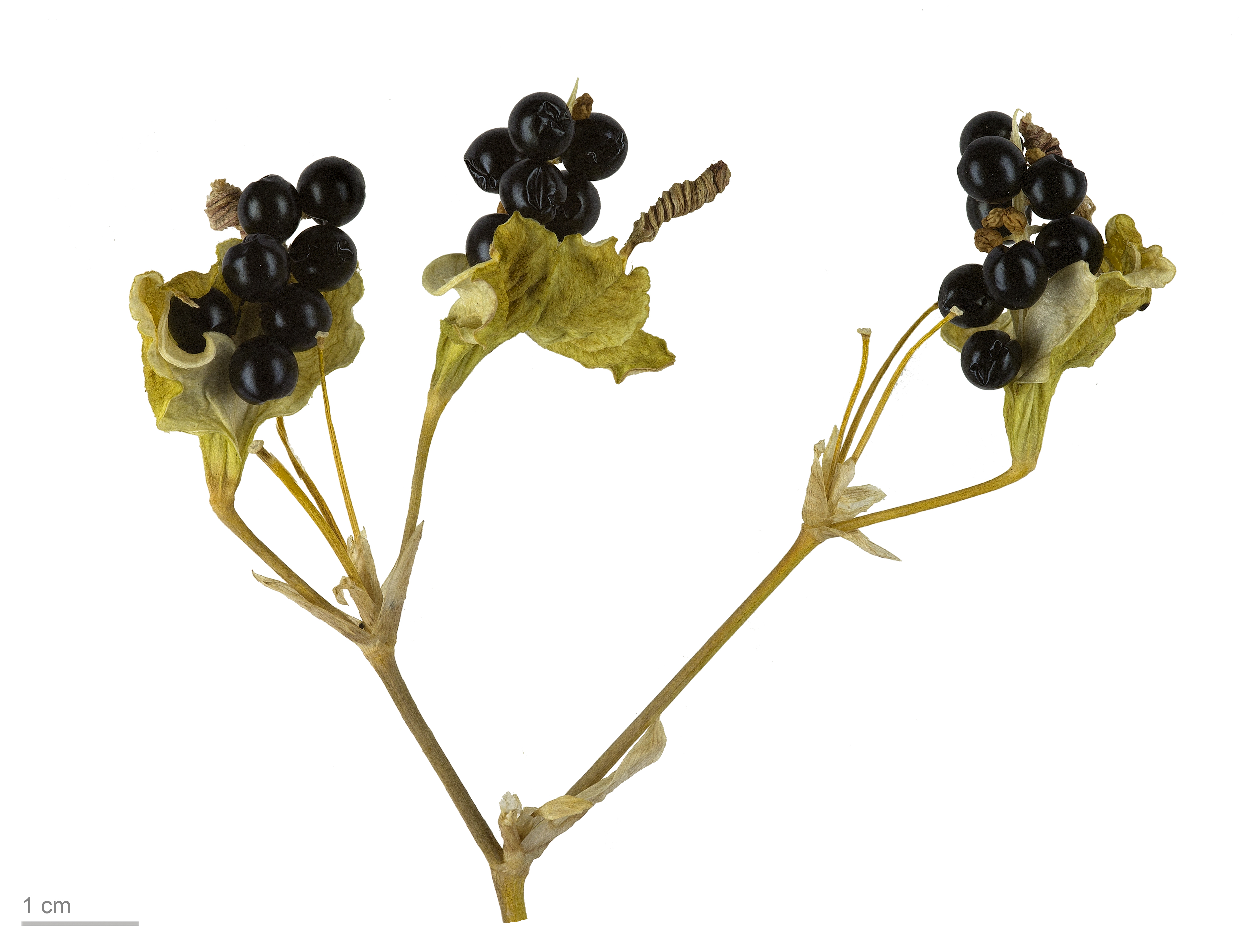
Iris domestica

Leopardblomma (Iris domestica) är en  växtart inom familjen irisväxter från norra Indien, Kina, Taiwan och Japan. Arten kan odlas som trädgårdsväxt i södra Sverige. Leopardblomma är kanske mer känd under sitt gamla namn Belamcanda chinensis.

## Synonymer
Belamcanda chinensis (L.) DC.
Belamcanda punctata Moench
Gemmingia chinensis (L.) Kuntze
Ixia chinensis L.
Pardanthus chinensis (L.) Ker Gawl.